# Sindrome di Alagille
La sindrome di Alagille (ALGS) è una malattia genetica con trasmissione autosomica dominante ma con espressione fenotipica variabile.

## Epidemiologia
La frequenza della malattia è dell'ordine di 1/100 000 nati vivi.

## Eziopatogenesi
La sindrome di Alagille è caratterizzata da una penetranza incompleta con variabilità fenotipica estremamente elevata.
Una prima possibile spiegazione a questa espressività variabile è l'esistenza di modificatori genetici e ambientali. Nel 94% dei casi di Alagille si riscontrano mutazioni nel gene JAG1, mentre nell'1% degli affetti si trovano mutazioni in NOTCH2; per i restanti pazienti la causa patogenetica rimane tuttora oscura.
Pazienti aventi delezioni più o meno estese del gene JAG1 hanno fenotipo indistinguibile da pazienti aventi mutazioni missenso o nonsenso; ciò porta ad ipotizzare che il meccanismo patogenetico dell'Alagille sia dovuto all'aploinsufficienza di JAG1.

## Criteri diagnostici
La diagnosi è basata sulle manifestazioni cliniche, sulla familiarità e sull'analisi molecolare del gene JAG1 che conferma la diagnosi

## Clinica
Essendo una malattia genetica a penetranza incompleta, le manifestazioni cliniche sono variabili e può presentarsi con un quadro subclinico, oppure tale da mettere a rischio la sopravvivenza.
La sindrome è caratterizzata da scarsezza dei dotti biliari associata ad almeno tre delle cinque manifestazioni seguenti:
- colestasi
- difetti cardiaci (come la tetralogia di Fallot, associata in alcuni casi a stenosi polmonare)
- manifestazioni oculari (“embriotoxon posteriore”, un'anomalia congenita della cornea)
- anomalie scheletriche (vertebre a farfalla)
- fenotipo facciale ( “facies triangolare”, con fronte ampia e prominente, mento appuntito ed occhi infossati)

La malattia epatica è una caratteristica chiave per l'individuazione della patologia e la maggior parte dei bambini affetti presenta un ittero colestatico.

## Trattamento
L'unico trattamento possibile è quello teso a contrastare gli effetti della colestasi cronica. Il trapianto di fegato è indicato nei pazienti con epatopatia terminale.